# Pottstown
Pottstown é um distrito localizado no estado norte-americano de Pensilvânia, no Condado de Montgomery.

## Demografia
Segundo o censo norte-americano de 2000, a sua população era de 21.859 habitantes.
Em 2006, foi estimada uma população de 21.409, um decréscimo de 450 (-2.1%).

## Geografia
De acordo com o United States Census Bureau tem uma área de
12,7 km², dos quais 12,5 km² cobertos por terra e 0,2 km² cobertos por água. Pottstown localiza-se a aproximadamente 46 m acima do nível do mar.

## Localidades na vizinhança
O diagrama seguinte representa as localidades num raio de 4 km ao redor de Pottstown.